# Horní Lapač
Horní Lapač (in tedesco Ober Lapatsch) è un comune della Repubblica Ceca facente parte del distretto di Kroměříž, nella regione di Zlín.